# 알렉스 아그보
알렉스 아그보(1977년 4월 1일 ~ )는 나이지리아의 전직 축구 선수이다. 현역 시절 포지션은 공격수였다.

## 선수 경력
천안 일화 천마와 1996년 12월 31일까지 뛰는 조건으로 1996년 10월 4일 10만 달러에 계약했고 다음 해 정식 계약을 맺었지만 96년(임대 선수) 1골, 97년(정식 선수) 1골에 그쳐 97년을 끝으로 한국을 떠나야 했다.